# Molí de sang

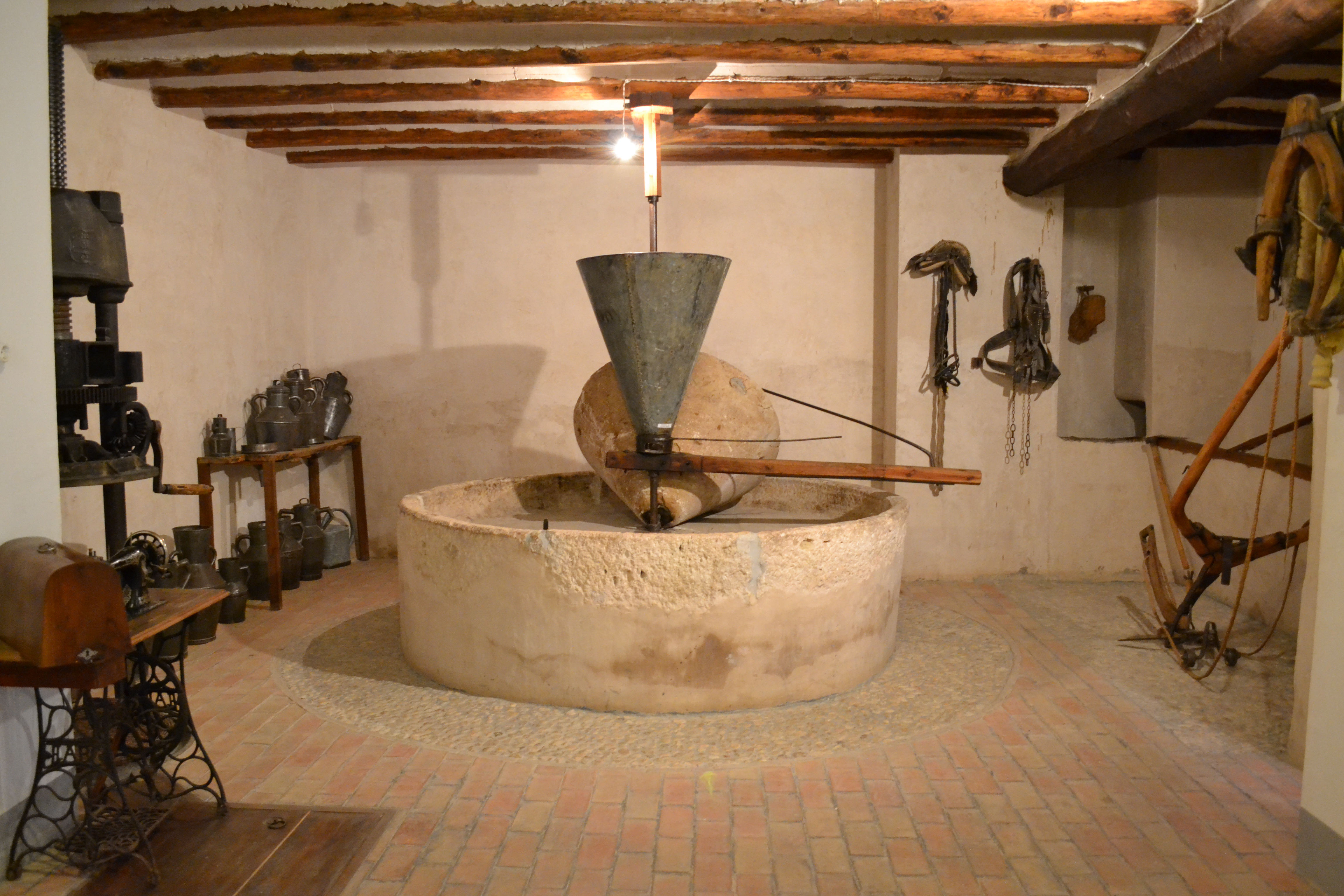
Molí de sang per fer oli

Un molí de sang és un molí que funciona amb la força efectuada per un animal amb la finalitat de moldre o capolar. A l'antiguitat, un esclau podia dedicar-se a moldre per la seva força Els molins poden ser accionats per animals mamífers grans com ara un cavall o una vaca. Els molins de sang fariners ja s’usaven al món grec al segle IV aC.
A Mallorca, aquests ginys es feien servir als llocs on no era possible aprofitar la força de l’aigua o del vent, encara que el seu rendiment era inferior. La senzillesa del seu mecanisme i la facilitat de disposar de l'element motriu animal va suposar que fos el tipus més estès. El geògraf Vicenç Rosselló afirma que al segle xviii, a Llucmajor, hi funcionaven 120 molins de sang.